# Китков, Павел Сергеевич
Павел Сергеевич Китков (род. 27 июня 1989, Ленинград) — российский хоккеист, нападающий. Тренер. Мастер спорта России.
Воспитанник петербургского СКА. Профессиональную карьеру провёл в петербургских командах «СКА-2» (2005/06 — 2008/09) и ХК ВМФ (2008/09). 16 октября 2007 года сыграл единственный матч за СКА в Суперлиге — дома против «Амура» (3:1).
Окончил Университет имени Лесгафта, Высшую школу тренеров (2015—2016). Тренер хоккейных команд Лицея № 369 имени А. Н. Жихарева (2013/14-2015/16), «Питер» (2017/18), «Шторм» (2018/19), «Динамо-юниор» (с 2019/20).